# Toninia athallina
Toninia athallina är en lavart som först beskrevs av Hepp, och fick sitt nu gällande namn av Timdal. Toninia athallina ingår i släktet Toninia och familjen Ramalinaceae.  Arten är reproducerande i Sverige. Inga underarter finns listade i Catalogue of Life.